# マイカルタウン
マイカルタウン（MYCAL TOWN）とは、株式会社マイカルが開発・運営していた大規模ショッピングモール。
マイカルが、アメリカの大型ショッピングセンターを範とし、マイカルの理念である「いつも若々しく快適で健康な生活」を体現できるショッピングセンターを横浜市本牧に計画し、1989年にマイカル本牧を開業したのが始まりである。

## 概要
サティ、ビブレを核店舗とし、シネマコンプレックス（ワーナー・マイカル・シネマズ）、スポーツクラブ（ピープル）、フードテーマパークなどを併設した大規模ショッピングモールである。他社のショッピングセンターに比べ、核店舗部分の面積比率が大きく取られている。ただしマイカル近江八幡はビブレは出店せずサティのみ出店していた。
マイカル茨木、マイカル小樽以外の施設は、建物を複数の棟に分け通路でつなぐ形態を採っており、各棟に「○番街」と数字が振られている。全ての施設で「4番街・9番街」は忌み番として欠番になっている。
2011年3月1日にマイカルがイオンリテール株式会社に吸収合併されたことに伴い「マイカル○○」の名称は廃止され、「イオン○○ショッピングセンター」に名称が変更された（マイカル本牧のみ「イオン本牧」に変更）。なお同日「サティ」も「ジャスコ」と統合され、店舗ブランド名が「イオン」に変更された。その後、イオン本牧以外は管理・運営が2013年11月1日にイオンモール株式会社に移管されたが、近江八幡は再度イオンリテール運営に移管された。

## 2011年2月末まで営業されていた店舗
- マイカル本牧（横浜市。現：イオン本牧店）

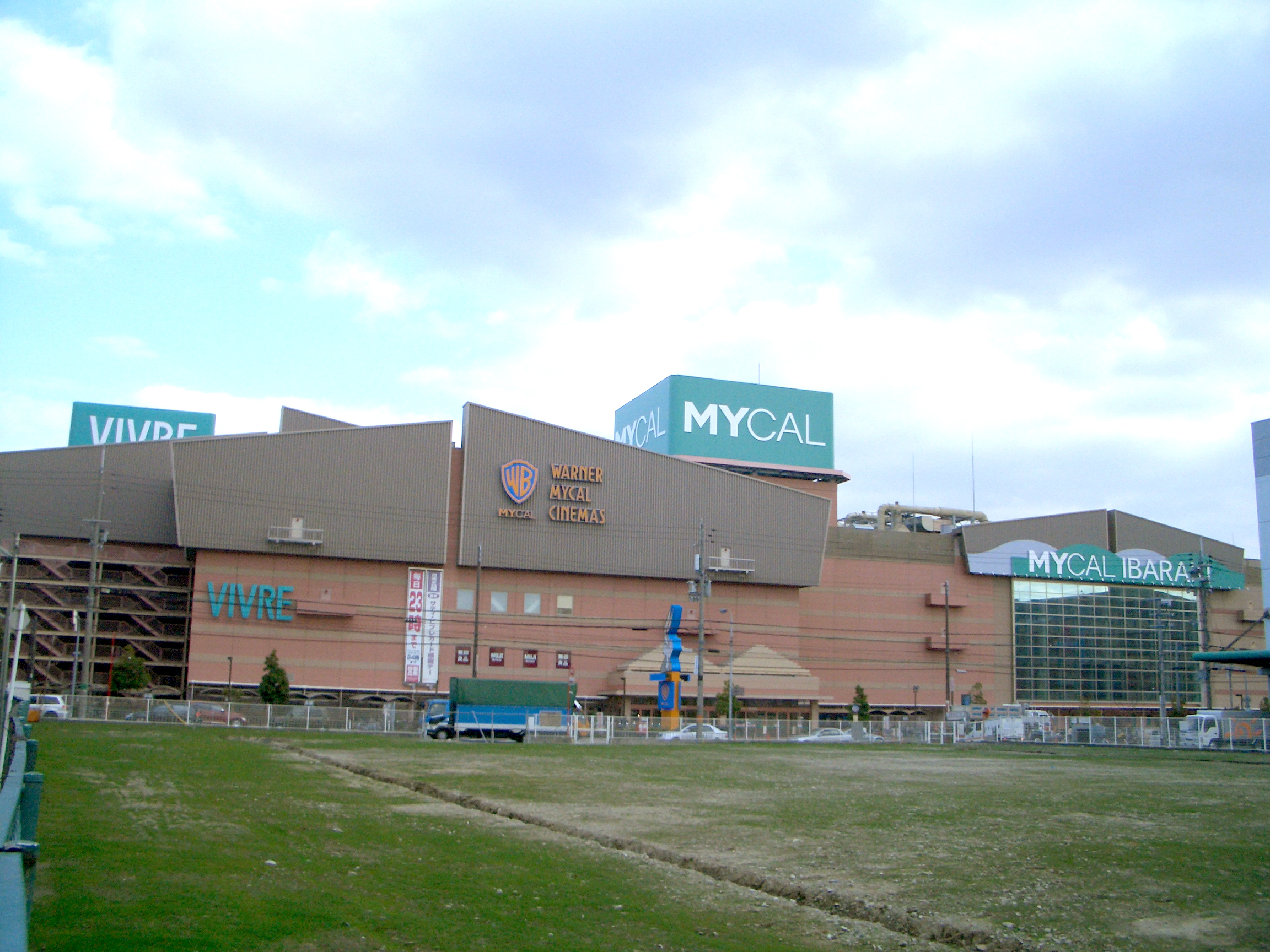
マイカル茨木

  - 2番街、5番街、7番街、12番街などの施設は解体または売却され、規模が縮小された。
- マイカル近江八幡（近江八幡市。現：イオン近江八幡ショッピングセンター）
  - もともと、1番街のサティと現：3番街のコナミスポーツ（現在はイオンスポーツクラブ）のみだった。
  - 2000年11月にワーナーマイカルシネマズが入る2番街がオープン
  - 建設前はビブレが2番街に出店する予定であった
- マイカル桑名（桑名市。現：イオンモール桑名）
  - 開業当初は2番街にホームセンター「VIY MATE」があった。
- マイカル明石（明石市。現：イオン明石ショッピングセンター）
  - 開業当初は3番街までだったが、平面駐車場に5番街が建設された。
- マイカル茨木（茨木市。現：イオンモール茨木）

## 閉鎖した店舗
- マイカル小樽（小樽市。現：ウイングベイ小樽）
  - 管理・運営はマイカル関連会社の小樽ベイシティ開発。規模・投資額ともにマイカルタウンの中で最大。当時は日本国内最大級の複合商業施設であった。
  - ダックビブレ（後にマイカルに営業譲渡）が出店したビブレは撤退して「SE-B」に、マイカル北海道が出店した小樽サティはマイカルグループ脱退のためポスフール小樽店に変更された。
  - マイカル破綻後、ウイングベイ小樽に名称変更。6番街の小樽サティ（ポスフールを経て、現：イオン小樽店）、2番街のワーナー・マイカル・シネマズ小樽（現・イオンシネマ小樽）は営業継続。
- マイカル大連（中国・大連市。現：麦凱楽大連商場）
  - 大連国際商貿大厦運営の海外店舗。マイカル破綻後、大連市最大の商業会社・大商グループに売却され「麦凱楽（MYKAL）大連商場」として営業する。

## 計画されていた店舗
- マイカル帯広（帯広市）
  - 1990年代初頭にニチイ帯広店（現：イオン帯広店）隣接地に計画されていた複合施設。ホテルやスポーツクラブ、高級ブティック街、川が流れるアトリウムなどを備える予定だった。
- マイカル盛岡（盛岡市）
  - 東北地方最大の店舗として、シネマコンプレックスや専門店街を設置して出店予定であったが、マイカルの経営破綻により計画が白紙化。マイカル盛岡予定地には2003年（平成15年）8月9日にジャスコが核店舗のイオン盛岡ショッピングセンター（現：イオンモール盛岡）が出店した。しかしこの予定地から4kmほど離れた本宮地区に2006年（平成18年）9月15日に開業したイオン盛岡南ショッピングセンター（現：イオンモール盛岡南）の核店舗として盛岡南サティが開店している。この店舗はマイカルの経営破綻後初の新規出店となった。このイオン盛岡南ショッピングセンターの出店式典において岡田卓也名誉会長がマイカル盛岡の件について述べている。
- マイカル浦和
  - 浦和市（現：さいたま市）の浦和駅東口駅前地区第二種市街地再開発事業（現：ストリームビル）の核テナントとして、1997年10月にマイカルが一般競争入札で落札。しかしマイカル破綻により2001年10月に出店計画が撤回され、再開発事業が3年ほど停滞。その後、浦和パルコに決定し再開発事業が進展した。
- マイカル大垣（大垣市）
  - 岐阜県大垣市にも出店予定があったが、大垣駅の駅前に立地を予定していたため交通事情などで出店を断念。予定地にはアクアウォーク大垣が出店した。
- マイカルなんば（大阪市）
  - マイカルタウンの旗艦店として計画されていた。サティの他に、ビブレ、ワーナー・マイカル・シネマズ、ピープルなどと専門店街を設置して出店する予定だった。
- マイカル三田（三田市）
  - 当初は現在あるイオン三田ウッディタウン店の隣の敷地まで建設される計画だったが、三田市が三田駅周辺が衰退することを危惧して反対した。
- マイカル西宮（西宮市）
  - 西宮サティを移転させ、西宮サティ跡とその北側ににビブレ・ピープル、兵庫県立芸術文化センターを建設し、さらに阪急グループが西宮阪急[1]と延床面積3万平方メートルで客室数230程度のホテルと、ショールームが1割、残りを物販・飲食に充てる商業施設を併設したものを建設する計画だった。マイカルが破綻し、閉店後、イオングループによる再出店が計画されていたが、阪急西宮ガーデンズが開業したことにより、断念された。

- マイカル新座（新座市）
  - 埼玉県南部最大の商業施設を目指し、1999年度から開始された埼玉県新座市の新座サティと周辺施設3店舗を合併し大型旗艦店に生まれ変わらせる計画。既にあるピープルと専門店街をそのまま移設し、新たにビブレ、ワーナーマイカルを設置する計画だった。経営破綻後も計画撤回を行わず、2009年には誘致協議段階まで進んだが、イオンリテールによる事業再編時に白紙撤回された。